# 13e régiment de dragons parachutistes
Pour les articles homonymes, voir 13e régiment.
Le 13e régiment de dragons parachutistes (ou 13e RDP) est un régiment parachutiste intégré aux forces spéciales de l'armée française faisant partie du commandement des forces spéciales Terre, créé sous la Révolution à partir du régiment des dragons de Monsieur, un régiment de cavalerie français d'Ancien Régime.
Il fut transformé en unité blindée équipée de chars en 1936, puis en unité parachutiste en 1952.
Spécialisé dans le renseignement à partir de 1963, il fait partie, depuis 2002, de la brigade des forces spéciales terre (BFST) et dépend, pour emploi, du chef d'état-major des armées et, par délégation, de la Direction du Renseignement militaire (DRM) ou du Commandement des opérations spéciales (COS).

## Création et différentes dénominations
- 4 octobre 1676 : levée du régiment en Languedoc par le marquis de Barbezières.
- 1714 : Régiment des Dragons de Goesbriand
- 12 décembre 1724 : renommé Dragons de Condé[2]
- 1744 : prend le nom de Régiment de Bartillat[3]
- 1774 : prend le nom de « régiment du Comte de Provence-dragons », puis la même année de « Dragons de Monsieur. »
- 1er janvier 1791 : il devient le « 13e régiment de dragons ».
- 1er mai 1814 : renommé « régiment des dragons de Condé »
- 1er mai 1815 : reprend son nom de « 13e régiment de dragons ».
- 1815 : dissolution du régiment.
- 1855 : nouvelle formation sous le nom de régiment de dragons de l'Impératrice en référence à l'Impératrice Eugénie.
- 1870 : redevient le 13e régiment de dragons.
- 1936 : mécanisation (chars Somua et Hotchkiss).
- 1940 : à nouveau dissous après la perte de 90 % de ses effectifs.
- 1944 : nouvelle formation.
- 1946 : dissolution.
- 1948 : nouvelle formation.
- 1952 : réorganisation du régiment qui prend son nom définitif de 13e régiment de dragons parachutistes.
- 1955 : il part en Algérie, où il reste jusqu'en 1961.
- 1963 : le régiment s'installe à Dieuze en tant que régiment d'appui et de recherche dans la profondeur.
- 2011 : installation en Gironde au camp de Souge à la place du 503e régiment du train (arrivée du 6e escadron sur ces lieux début 2011 puis des autres escadrons en cours d'année. L'implantation du régiment étant effectuée par les officiers de liaison du 13).

## Historique des garnisons, combats et batailles
Le régiment de Condé est cité comme ayant participé au corps expéditionnaire français envoyé en appui aux insurgents américains dans la guerre d'indépendance américaine.

### Révolution et Empire
- 1792 : Armée du Nord
  - Siège de Thionville (dépôt)
  - bataille de Valmy
  - Vouziers
  - Bataille de Jemappes

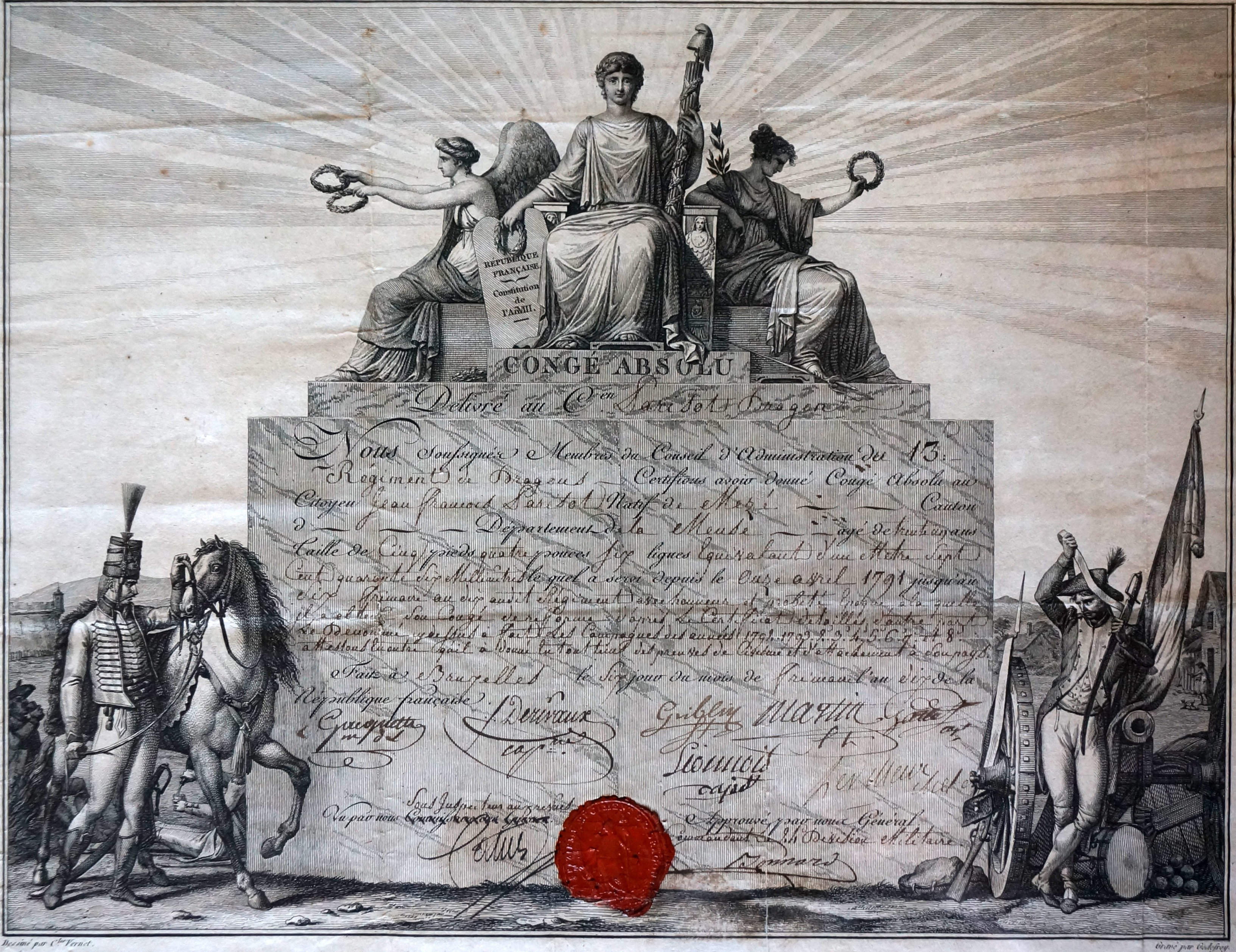
Certificat de congé absolu, 13e dragons, de Jean-François Parisot, (6 frimaire An X).

- 1793 : Armée de Belgique, bataille de La Roer
- 1794 : Armée du Nord
  - Grave
  - prise de Breda
- 1797 : passage du Rhin, bataille de Diersheim et bataille d'Hasslach
- 1799 : Frauenfeld, Rapperschwyl, et Première bataille de Zurich
- 1800 : Fregelhurts, Gorges, Enfer, blocus d'Ingolstadt et bataille de Hohenlinden
- 1805 : 
  - passage du Rhin
  - passage du Danube
  - Enns
  - Hollabrun
  - 2 décembre : Bataille d'Austerlitz
- 1806 : Campagne de Prusse et de Pologne
  - 14 octobre : Bataille d'Iéna
  - Nasielsk
  - Bataille de Pułtusk
- 1809 : La Corogne, Oporto et passage du Tage
- 1811 : Ciudad-Real
- 1812 : La Rosas, bataille de la Moskova
- 1813 : Campagne d'Allemagne
  - 16-19 octobre : Bataille de Leipzig
- 1814 : Campagne de France (1814)
  - 14 février 1814 : Bataille de Vauchamps
  - bataille de Mormant
  - bataille de Saint-Dizier

À la première Restauration, selon l’ordonnance du 1er mai 1814, le corps devient « Régiment
des Dragons de Condé » et prend le numéro 8 dans l’arme (4 escadrons de 2 compagnies de 78
hommes).
- 1815 :

Aux Cent Jours, par ordonnance du 1er mai 1815, le corps reprend le nom de 13e régiment de dragons. Affecté au 2e Corps de cavalerie sous Exelmans, division de dragons Stroltz, brigade Burthe  
Combat de Fleurus le 15 juin, de Ligny le 16, de Perwez le 17, de Wawre sous Grouchy le 18 – repli sur Paris – Combat de Vélizy le 1er juillet 1815.
Le corps est licencié à Saintes le 6 décembre 1815.

### 1815-1855
Régiment dissous.

### Second Empire
Le 20 décembre 1855, pendant le Second Empire, un « régiment des dragons de l'Impératrice » (en référence à l'impératrice Eugénie et aux dragons de la Garde de Napoléon Ier) est constitué au sein de la Garde impériale par l'empereur Napoléon III. Ses six escadrons sont organisés à Fontainebleau le 1er juillet 1856 au moyen d’éléments choisis dans tous les régiments de cavalerie.
Au 1er juillet 1870, le régiment de dragons de l'Impératrice est affecté à l'armée du Rhin. Avec le régiment de lanciers du colonel de Latheulade, le régiment de dragons forme la 2e brigade aux ordres du général Defrance. Cette 2e brigade, avec la 1re brigade du général Halna du Frétay, la 3e brigade du général du Preuil, et deux batteries de 4 constituent la division de cavalerie commandée par le général de division Desvaux. Cette division de cavalerie évolue au sein de la Garde impériale ayant pour commandant en chef le général de division Bourbaki.
Le 28 juillet 1870, le régiment, sous les ordres du colonel Sautereau-Dupart, stationne à Metz. Avec les autres régiments de la Garde à cheval, il fait partie des troupes encerclées dans Metz lors du siège de cette place-forte par l'armée allemande. Une partie des chevaux meurent par manque de fourrage, les autres sont abattus pour nourrir les soldats. Le 27 octobre 1870, la garnison capitule et part en captivité.

### 1870-1914
Après la proclamation de la république en septembre 1870, la Garde impériale est dissoute. Le dépôt des dragons de l'impératrice permet la formation d'un nouveau régiment provisoire, le 13e dragons. Au 8 novembre 1870, le 13e régiment de dragons fait partie de l'armée de Paris. Avec le 14e régiment de dragons du colonel Bonaparte-Paterson, le 13e forme la 1re brigade aux ordres du général de Gerbrois (du cadre de réserve) ; cette 1re brigade avec la 2e brigade du général Cousin constituent la division de cavalerie commandée par le général de Champéron ; cette division de cavalerie évolue au sein du 3e corps d'armée ayant pour commandant le général de division d'Exéa-Doumerc. Ce 3e corps d'armée fait partie de la 2e armée ayant pour commandant en chef le général de division Ducrot.
À partir du rétablissement de la paix en 1871, le 13e régiment de dragons est caserné à Melun, au sein de la 5e région militaire. Il forme, avec le 7e dragons (à Fontainebleau) et le 8e chasseurs (à Orléans), la 1re brigade de dragons, une des subdivisions de la 7e division de cavalerie.
Les régiments de dragons sont alors des unités de cavalerie lourde, dont le rôle principal est le combat de cavalerie. Les cavaliers montent des chevaux anglo-normands, ils sont armés du sabre, de la lance (à partir de 1890) et d'une carabine (modèle Berthier 1890). La tête du cavalier est protégée par un casque métallique à cimier, avec une crinière flottante.

### Première Guerre mondiale
Le 13e régiment de dragons fait partie de la 7e division de cavalerie jusqu'au 23 juillet 1917, date de dissolution de la division.
Selon le plan XVII, cette division de cavalerie doit être affectée à la couverture de la mobilisation, lui confiant le secteur de la Woëvre méridionale, de Pont-à-Mousson à Conflans, en soutien du 6e corps d'armée. Lors de la mobilisation française de 1914, le 13e dragons quitte donc Melun le 1er août 1914 dans quatre trains (un par escadron), pour arriver successivement dans la nuit du 1er au 2 août à Sorcy (près de Rethel). Cinq jours après, le régiment avec toute sa division fait désormais partie de la 3e armée française. La cavalerie est très faiblement engagée lors de la bataille des Ardennes (un épisode de la bataille des frontières) le 22 août, couvrant le flanc droit de la 3e armée, puis dans la bataille de Revigny (une partie de la bataille de la Marne) du 6 au 10 septembre. À partir de l'automne 1914, comme toutes les autres unités de cavalerie lors du conflit, le 13e dragons participe aux combats démonté (à pied), tel que par exemple pendant la bataille des Flandres en 1914.
En 1915, les divisions de cavalerie sont maintenues par l'état-major en réserve, dans l'espoir de les engager une fois le front allemand percé lors des offensives françaises. La 7e division de cavalerie est désormais affectée au 2e corps de cavalerie, qui stationne à proximité du front lors de la bataille d'Artois (mai-juin 1915) et de celle de Champagne (septembre et octobre 1915) : un escadron du régiment est envoyé dans les tranchées. D'octobre 1915 à juillet 1916, la 7e division de cavalerie occupe une portion du front près de Prosnes. De juillet à novembre 1916, elle est à l'instruction.
Après la dissolution de la 7e division de cavalerie en juillet 1917 (les grandes unités de cavalerie devenant inutiles avec un front stable), le 13e dragons est affecté au 2e corps colonial, descendant dans les tranchées des Vosges puis à Verdun en octobre et novembre 1917. En septembre 1918, les escadrons du régiment participent à la bataille du saillant de Saint-Mihiel.
Après l'armistice du 11 novembre 1918, le 13e dragons entre en territoire allemand, participe à la marche au Rhin et à l'occupation de la Rhénanie. Au printemps 1919, le régiment passe au 9e corps d'armée (après la dissolution du 2e corps colonial).

### Entre-deux-guerres
Après la signature de la paix en 1919, le 13e dragons retrouve son quartier de cavalerie à Melun, au sein de la 5e division de cavalerie.

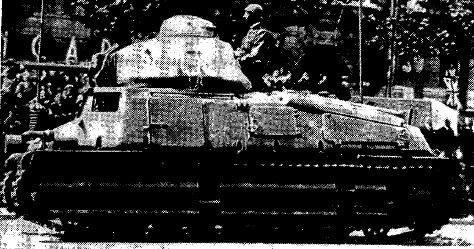
SOMUA S-35 du colonel commandant le régiment défilant le 14 juillet 1938.

En 1937, dans le cadre du programme de mécanisation progressive de la cavalerie française, le régiment est transformé en unité d'« automitrailleuses de combat » (le nom des chars de combat dans la cavalerie), avec deux escadrons de 20 Hotchkiss H-35 et deux autres de 20 SOMUA S-35, au sein de la toute nouvelle 2e division légère mécanique (l'ancienne 5e division de cavalerie), où il forme avec le 29e régiment de dragons (de Provins), la 3e brigade légère mécanique.

### Seconde Guerre mondiale
Le 13e régiment de dragons, au sein de la 2e division légère mécanique qui fait partie avec la 3e DLM du corps de cavalerie (du général René Prioux) affecté à la 1re armée, traverse la frontière franco-belge le 10 mai 1940. Selon le plan Dyle, la mission des unités blindées françaises est d'assurer la couverture du déploiement de l'infanterie derrière elles ; la 2e DLM arrive à Gembloux dès le soir du 10 mai. Le 12 mai, la 4e Panzerdivision arrive au contact, engageant les Français ; le 13, c'est tout le 16e corps blindé allemand qui attaque, essentiellement dans le secteur de la 3e DLM (bataille de Hannut). Le 14 mai, le corps de cavalerie se réfugie derrière la 15e division d'infanterie motorisée qui vient de terminer son déploiement. Dans la seconde moitié du mois de mai 1940, toute la 1re armée française se retrouve encerclée en Belgique ; le personnel du 13e dragons est évacué à Dunkerque, abandonnant leurs véhicules.
Les équipages du 13e dragons reviennent en France, et sont rassemblés avec les restes de la 2e DLM autour de Dourdan. La division est partiellement reconstituée sous forme d'une division « allégée » : un régiment mixte 13e/29e dragons est rééquipé avec les quelques engins qui traînaient dans les dépôts, les écoles ou sortant des usines. Le 11 juin 1940, la division fait mouvement à l'est de Pacy-sur-Eure. Le 12 juin, l'ordre de retraite générale pour toute l'armée est donné : la mission des DLM est désormais de couvrir la retraite. Elle est engagée à Jaudrais et à Senonches, puis combat sur la Loire autour de Tours le 19, puis sur la Creuse à La Haye-Descartes le 22 juin. Le 25 juin à minuit, heure d'application de l'armistice, la 2e DLM est à Thiviers. Elle est dissoute le 16 juillet 1940. Comme les chars sont interdits par les conventions d'armistice, le 13e dragons est dissous.
Recréée le 16 octobre 1944, l’unité est rattachée au printemps 1945 à l’armée commandée par le général de Larminat chargée de la réduction des poches de résistance allemandes sur la côte atlantique. Il participe de ce fait à la reconquête de Royan (opération Vénérable), de l'île d'Oléron (opération Jupiter), l'encerclement de La Rochelle (opération Mousquetaires), et la libération de la pointe de la Coubre. En mai 1945, le régiment armé de chars britanniques Cavalier et de B1bis est rattaché à la nouvellement formé 3e division blindé envoyé en Allemagne. En septembre 1945, il participe à l'occupation du Palatinat rhénan. Il y reste jusqu'à sa dissolution, le 15 avril 1946. Les effectifs restants sont réaffectés au 6e régiment de chasseurs d'Afrique, au 11e régiment de chasseurs à cheval et à la 25e division aéroportée.

### Depuis 1945

Défilé à Philippeville en Algérie le 29 octobre 1961.

Le régiment devient parachutiste en 1952 et connaît une dernière transformation au début des années 1960. Envoyé en Algérie en 1954, il est intégré à la 25e DP constituée le 1er juin 1956. Le 1er juillet 1957, il est transféré à la 10e DP. Du 1er mai 1961 au 31 juillet 1963, il appartient à la 11 DLI avec les autres régiments paras des 10e et 25e DP (sauf le 1er REP et les 14e et 18e RCP qui étaient dissous), dissoutes le 30 avril 1961, après le « putsch des généraux ».

#### Transformation en unité de renseignement
Dans les années 1950, les réflexions sur le combat dans un contexte nucléaire entraînent l'étude des besoins en renseignement du corps de bataille. Un an après l'exercice Javelot II de septembre 1954, qui avait pour but d'engager une brigade légère blindée, la 7e DMR met sur pied, lors des manœuvres Éclair de septembre 1955, des commandos de 6 hommes destinés à la recherche du renseignement tactique dans une zone de 5 km à 20 km des contacts et envisage des reconnaissances d'officiers jusqu'à 30 km de profondeur. La recherche sur les arrières immédiats de l'ennemi est recommandée à la réunion des spécialistes du renseignement en octobre 1957. Le colonel Degas, chef du 2e bureau de Baden-Baden, envoie à Corte en 1959 une mission de 5 officiers de renseignement afin d'étudier les conditions de vie en zone hostile. Le rapport du lieutenant Maurice Faivre, chef de mission, montre l'expérience recueillie en Indochine par le groupement de commandos mixtes aéroportés et en Algérie par le 11e Choc, en particulier pour les caches enterrées, le camouflage des liaisons et les relations dans une équipe isolée.
En avril 1960, en réponse à ce rapport, l'EMAT/2 décide de créer, à Langenargen (Allemagne), une compagnie expérimentale de renseignement à longue distance, la 7e compagnie de Commandos, sous la direction des capitaines Fraisse et Cunty. Elle dépend pour emploi et instruction du général CCFFA. Ses personnels sont brevetés parachutistes par les Allemands à Schongau (Bavière).
Mises au point par la 7e compagnie, les procédures de vie sur les arrières et de codage des messages (type Nogard) sont recueillies par le 13e RDP.
Le CEMAT, général Le Pulloch, décide, le 1er juillet 1963, de « transformer le 13e RDP en régiment de recherche à participation interarmes, et de lui incorporer les effectifs de la 7e compagnie de Commandos ».
En 1964-1965, trois exercices Eugénie sont effectués : 7 puis 16 équipes sont engagées en recherche tactique, en liaison directe avec le corps d'armée. Les rapports du colonel de Courson informent des difficultés du parachutage en zone ennemie et du mauvais fonctionnement des radios (C9 niveau équipe, 399 niveau escadron). L'armée de Terre suit de près la formation du régiment.
En 1968 enfin, la commission consultative permanente sur le « renseignement en campagne » définit les conditions de mise en œuvre du régiment, au niveau du théâtre d'opérations. En attendant la création de la 1re Armée en 1972, l'EMA décide de mettre en œuvre le régiment. Le 13e RDP est alors mis à la disposition de l'armée qui devient la première réserve du théâtre Centre-Europe. En cas de guerre, le régiment a un rôle de stay-behind.

#### Engagement en opérations extérieures
À partir de 1977, le 13e RDP est engagé dans des opérations extérieures (OPEX) :
- 1977 : Mauritanie
- 1978-1980 : Tchad (opération Tacaud)
- 1978 : Zaïre (Bataille de Kolwezi)
- 1979 : République centrafricaine (opération Barracuda, suivi du maintien d'un détachement en RCA de 1980 à 1996)
- 1983-1986 : Tchad (opération Manta)

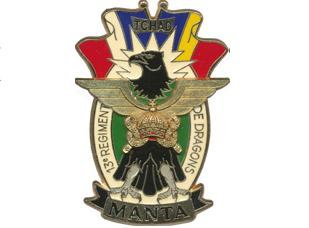
Insigne de l'opération Manta 1983 (Tchad).

- 1986 jusqu'à au moins 1992 : Tchad (Opération Épervier)
- 1986 : Togo
- 1990-1991 : guerre du Golfe
- 1991 : Rwanda
- 1991 : Zaïre
- 1992 : guerres de Yougoslavie
- 1992-1993 : Somalie
- 1993 : Cambodge
- 1994 : Rwanda
- 1995 : Comores
- 1995 : Niger[réf. nécessaire]
- 1996-1997 : République centrafricaine
- 1997 : Albanie
- 1998 : Gabon
- 1999 : Macédoine
- 1999 : Kosovo
- depuis 2001 : Afghanistan, Cameroun, Éthiopie, Liban, Indonésie, Timor, Haïti, Sénégal, Guinée, Côte d'Ivoire, Mali, Tchad, Irak et Syrie
- 2008 : [(Soudan)] mars EUFOR

#### Pertes en opérations extérieures
L'adjudant-chef Stéphane Grenier (https://www.defense.gouv.fr/terre/biographie-ladjudant-chef-stephane-grenier) meurt au combat le 23 septembre 2017 au Levant dans le cadre de l'opération Inherent Resolve.

## Traditions

### Devises
Devise du régiment : « Au-delà du possible ».
Devise du 2e escadron : « Encore plus loin … »
Devise du 3e escadron : saepe aquila, semper leo (« Souvent aigle, Toujours lion »).
Devise du 4e escadron :
non vi sed arte ( « Par la ruse et non par la force »).
Devise du 5e escadron : quod vis esse velis (« Ce que tu veux être, il faut le vouloir »).
Devise du 6e escadron : ubivis semper (« Toujours partout »).
Devise du 7e escadron : intellegere et explicare (« Comprendre et expliquer »).

### Insigne
Description héraldique de l'insigne : Écu de dame de sinople à l’ombre de soleil éteint de vieil ivoire issant de la pointe accompagnée en chef de deux « E » adossés et entrelacés en scriptes d’or brochant sur les raies et chargés en pointe d’un aigle impérial de sable plumeté d’or. À la bordure d’or chargée en flancs, de feuille de lauriers du même et en pointe d’un listel aussi d’or portant le titre « 13e Dragons » en chiffres et en capitales gravées. Pour timbre une couronne impériale d’or brochant sur le chef de l’écu et assortie de deux lambrequins aussi d’or, en forme de banderoles, chargée d’abeille même.

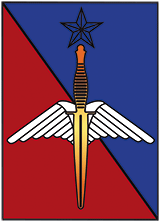
Brigade des forces spéciales terre.
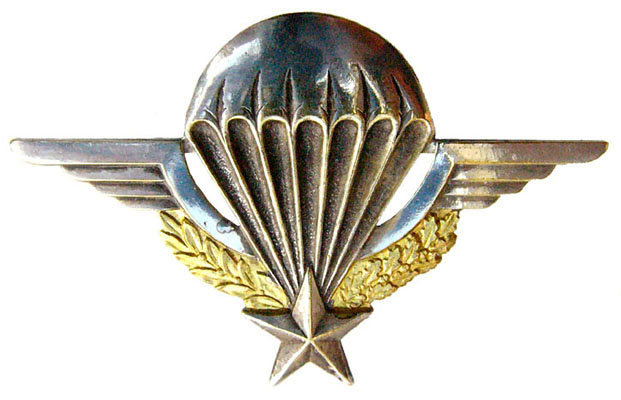
Brevet parachutiste.
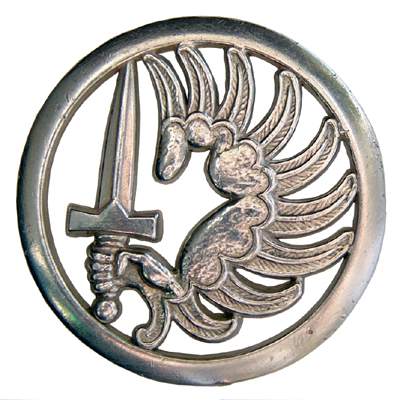
Insigne de béret des unités parachutistes.
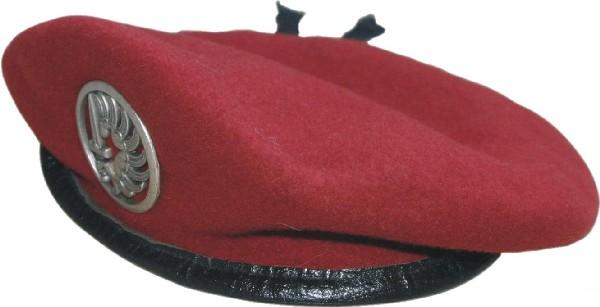
Béret de la couleur amarante des unités parachutistes.

### Étendard
Il porte, cousues en lettres d'or dans ses plis, les inscriptions suivantes, :
- sur les soies bleues :
  - Valmy 1792,
- sur les soies blanches :
  - Hohenlinden 1800,
  - Austerlitz 1805,
  - Iéna 1806,
  - La Moskowa 1812,
  - Ypres 1914,
  - Verdun 1916,
  - AFN 1952-1962.

### Chant
Un esprit de tradition
I
Nous sommes descendants des fiers dragons
De l'Impératrice, nos escadrons
vainqueurs à Austerlitz, A Iéna, La Moskova
Ont fait l'impossible et vont encore bien au-delà
II
Comme notre griffon
Tour à tour aigle et lion
Nous sommes soldats du ciel et de la terre
Parachutiste un soir
Commando le lendemain
Les armes à la main pour suivre notre destin
Nous irons nous battre un jour
Pour l'honneur et pour l'amour
De la liberté de la patrie
III
Ces charges que l'on empoigne
Deviennent nos compagnes
Quand nous partons la nuit vers l'inconnu
Disparaître dans les bois
La mission faisant foi
Dans la pluie, le vent, nous restons à l'affût
C'est ça notre destin
C'est de vivre en clandestin
Silence, discrétion, c'est notre but

### Décorations
Le régiment a reçu les décorations suivantes :
- Croix de guerre 1939-1945 avec une palme
- Croix de la Valeur militaire avec cinq palmes : une première palme remise le 23 novembre 2011 au titre de l'opération Pamir en Afghanistan[26] puis une seconde palme remise le 29 août 2013 toujours pour l'Afghanistan, ce qui vaut au régiment la fourragère aux couleurs de la Croix de la Valeur militaire, puis une troisième palme remise le 6 novembre 2014 au titre de l'opération Serval au Mali, puis une quatrième palme décision du 5 janvier 2024 au titre de l'opération Barkhane au Mali, puis une cinquième palme décision du 11 décembre 2024 au titre de l'opération Barkhane au Mali.
- Médaille d'or de la Ville de Milan (non cousue sur la cravate)

Il a pour marraine, depuis avril 1959, Alix de Foresta.

### Armes d'honneurs (décorations révolutionnaires)
- Nicolas Brunon, maréchal des logis : Sabre d'Honneur
- Fievre, Brigadier : Fusil d'Honneur
- Guillaume Gannard, brigadier : Fusil d'Honneur
- Jean-Francois Laine, brigadier : Fusil d'Honneur
- Claude Gondard, brigadier : Légion d'Honneur

## Chefs de corps

### Ancien régime
- 1676 : marquis de Barbezières
- 1678 : marquis de Fimarcon (mort au champ d'honneur)
- 1692 : marquis de Fimarcon
- 1705 : comte de Fimarcon
- 1708 : marquis de Foy
- 1713 : comte de Châtillon
- 1714 : marquis de Goesbriand
- 1724 : le duc de Bourbon[2]
- 1738 : marquis d'Argence
- 1740 : chevallier de Mailly
- 1744 : comte d'Egmont
- 1753 : marquis de Marbeuf
- 1761 : comte de Chabrillant
- 1763 : chevalier de Montécler
- 1774 : marquis de La Châtre-Nançay
- 1788 : comte de Damas

### Révolution et Empire
- 1791 : colonel Charles Francois de Malvoisin
- 1792 : colonel Jean-Bernard Gauthier de Murnan (*)
- 1793 : chef de brigade César Elisabeth Marguerite Chanoine de Rocmont
- 1796 : chef de brigade Joseph Fouques
- 1797 : chef de brigade Dominique Mansuy Roget (**)
- 1799 : chef de brigade René Gabriel Levasseur, puis colonel en 1803
- 1804 : colonel Armand Louis Debroc (")
- 1806 : colonel Pierre Victor Laroche
- 1808 : colonel Arrighi (**)
- 1809 : colonel Louis-Michel Letort de Lorville (**)
- 1810 : colonel Marie Antoine de Reiset (*)
- 1813 : colonel Marie Frédéric Monginot
- 1813 : colonel baron Jean-Silvestre Joannès, comte d'Empire (*)
- 1814 : colonel Pierre Joseph Ligniville
- 1814 : colonel Comte Adrien d'Astorg (**)
- 1815 : colonel Jean-Baptiste Saviot (*)

 (*) Officiers devenu par la suite généraux de brigade, (**) Officiers devenu par la suite généraux de division, (") officier devenu par la suite Major-général 
Colonels tués ou blessés alors qu'ils commandaient le régiment pendant cette période :
- colonel de Broc : blessé lors de la bataille d'Austerlitz le 2 décembre 1805 ;
- colonel Reiset blessé à trois reprises : mars 1810, 11 août et 15 août 1812 ;
- colonel Monginot : blessé le 22 août 1813 et mort des suites de ses blessures le 8 septembre de la même année.

Nombre d'officiers tués ou blessés pendant qu'ils servaient dans le 13e régiment de dragons (entre 1805-1815) :
- officiers tués : 7 ;
- officier mort des suites de ses blessures : 1 ;
- officiers blessés : 54.

### Restauration
- 6 février 1815 : Colonel Pierre Joseph comte de Ligniville

### Second Empire
- 1856 : Crespin
- 1861 : Pajol
- 1865 : Massue
- 1868 : Sautereau Dupart

### IIIeRépublique
- 1870 : Lothe
- 1871 : Barbault de Lamotte
- 1876 : de Villeneuve-Bargemon
- 1878 : Humann
- 1882 : Letenneur
- 1883 : Lacoste de l'Isle
- 1890 : de Ganay
- 1893 : de Cleric
- 1896 : Albert Joannès
- 1898 : Durand de Villiers
- 1902 : Thil
- 1906 : Labit

#### Première Guerre mondiale
- 1911 : de la Tour
- 1915 : Larroque
- 1918 : Vuillier

#### Entre-deux-guerres
- 1919 : Boucher
- 1919 : de Gail
- 1920 : Dugue Mac Carthy
- 1920 : Patissier
- 1923 : Cadiot
- 1925 : Perrot du Varnay
- 1931 : Bret
- 1934 : de la Forgue de Bellegarde
- 1935 : Bizot-Espiard
- 1936 : Isengart

#### Seconde Guerre mondiale
- 1939 et 1940 : lieutenant-colonel Juin de Baissé
- 1944 : Georges Lesage

### IVeRépublique
- 1948 : Henry
- 1952 : Roland ; il devient 13e régiment de dragons parachutistes (13e RDP)
- 1954 : Eric Audemard d'Alançon
- 1956 : Pallu

### VeRépublique
- 1958 : Francis Pottier
- 1960 : Bernard du Serech d'Aurimont de Saint-Avit
- 1961 : Dunand-Henry
- 1963 : de Courson de la Villeneuve
- 1965 : Louis d'Harcourt
- 1967 : Alain Bizard
- 1969 : Morbieu
- 1971 : Paul Renaud
- 1973 : Maurice Faivre
- 1975 : Pierre Heux
- 1977 : Claude Bichon[27]
- 1979 : Gomart — son fils commandera le même régiment en 2003
- 1981 : Ferron
- 1983 : Baleyte
- 1985 : Marin
- 1987 : Guy Huchet de Quénetain (**)
- 1989 : Thierry Clément
- 1991 : Bernard de la Tousche (***)
- 1993 : Bertrand Fleury (**)
- 1995 : Georges Lebel (***)
- 1997 : Didier Bolelli (*****)
- 1999 : Pierre-Jean Lassalle
- 2001 : Bertrand Chandouineau
- 2003 : Christophe Gomart — son père a commandé le même régiment en 1979 (****)
- 2005 : Pierre Liot de Nortbecourt  (***)
- 2007 : Bertrand Toujouse (***)
- 2009 : François Pinczon du Sel[28]
- 2011 : Guillaume Le Segretain du Patis[28] (**)
- 2013 : colonel Philippe de Montenon[29] (**)
- 2015 : colonel Corentin Lancrenon[30] (**)
- 2017 : colonel Yves Jézéquel[31]
- 2019 : colonel François Gilbert
- 2021 : colonel Flavien Lanet

(*) officier devenu par la suite général
Source

## Personnalités ayant servi au sein du régiment
- Pierre Denis de La Châtre (1763-1820), colonel d'Empire ;
- Daniel Divry (1912-2001), Compagnon de la Libération, directeur de l'instruction au 13e RDP.
- Maxime Le Forestier y effectue son service national en 1969. Réticent à la chose militaire il composera la chanson anti militariste Parachutiste après s'être acquitté de ses obligations sous les drapeaux.

## Le régiment aujourd'hui

### Subordinations
Son emploi relève directement du chef d'état-major des armées et, par délégation, du directeur du Renseignement militaire ou du commandement des opérations spéciales.
Le 13e RDP appartient au Commandement des Actions Spéciales Terre (CAST) créé le 1er janvier 2024, aux côtés du 1er régiment de parachutistes d'infanterie de marine (1er RPIMa), du 4e régiment d'hélicoptères des forces spéciales (4e RHFS) et de la compagnie de commandement et de transmission des forces spéciales (CCT FS).

### Composition
- 1er escadron : escadron d’Instruction spécialisée chargé de la formation du personnel, officiers, sous-officiers et militaires du rang, aux missions de recherche aéroportée ;
- 2e escadron de recherche : encore plus loin, infiltrations façades maritime et eaux intérieures, expertise milieu jungle ;
- 3e escadron de recherche : saepe aquila semper leo, infiltrations et franchissements haute montagne, expertise milieu grand froid ;
- 4e escadron de recherche : non vi sed arte, reconnaissance et surveillance en milieu désertique, expertise mobilité ;
- 5e escadron de recherche : quod vis esse velis, techniques aéroportées rares > insertions sous voile à très grande hauteur (HAHO/HALO jusqu’à 10 000 mètres avec assistance respiratoire) et expertise 3e dimension et zone urbaine ;
- 6e  escadron de recherche technique : ubi vis semper, chargé de l’appui technique aux équipes de recherche (drône, appui électronique) ;
- 7e  escadron spécialisé dans l'exploitation et l'analyse du renseignement : Intellegere et explicare, centre de préparation du renseignement. Après le recueil de l’information des équipiers de recherche, ou des capteurs techniques, l’escadron l’analyse et la valorise, au sein d’un groupe d’exploitants appelé CTDR (Centre de Traitement et de Diffusion du Renseignement). Après avoir servi plusieurs années comme traitant au CTDR, faisant des primo-analyses d’informations, l’exploitant renseignement devient analyste et valorise plusieurs informations en les transformant en renseignement exploitable au plus haut niveau stratégique. Les productions du CTDR sont aussi destinées à orienter et appuyer les opérations cinétiques ou de recherche sur le terrain ;
- ECL : escadron de commandement et de logistique, qui regroupe le BOI (Bureau Opérations Instruction), la DRH (Direction des Ressources Humaines), le BML (Bureau Maintenance et Logistique) et la SCAB (Section de Coordination Administration et Budgétaire).

Le régiment dispose d’équipes de recherche aéroportée.
Son effectif théorique en 2024 est de 950 personnes.

### Missions

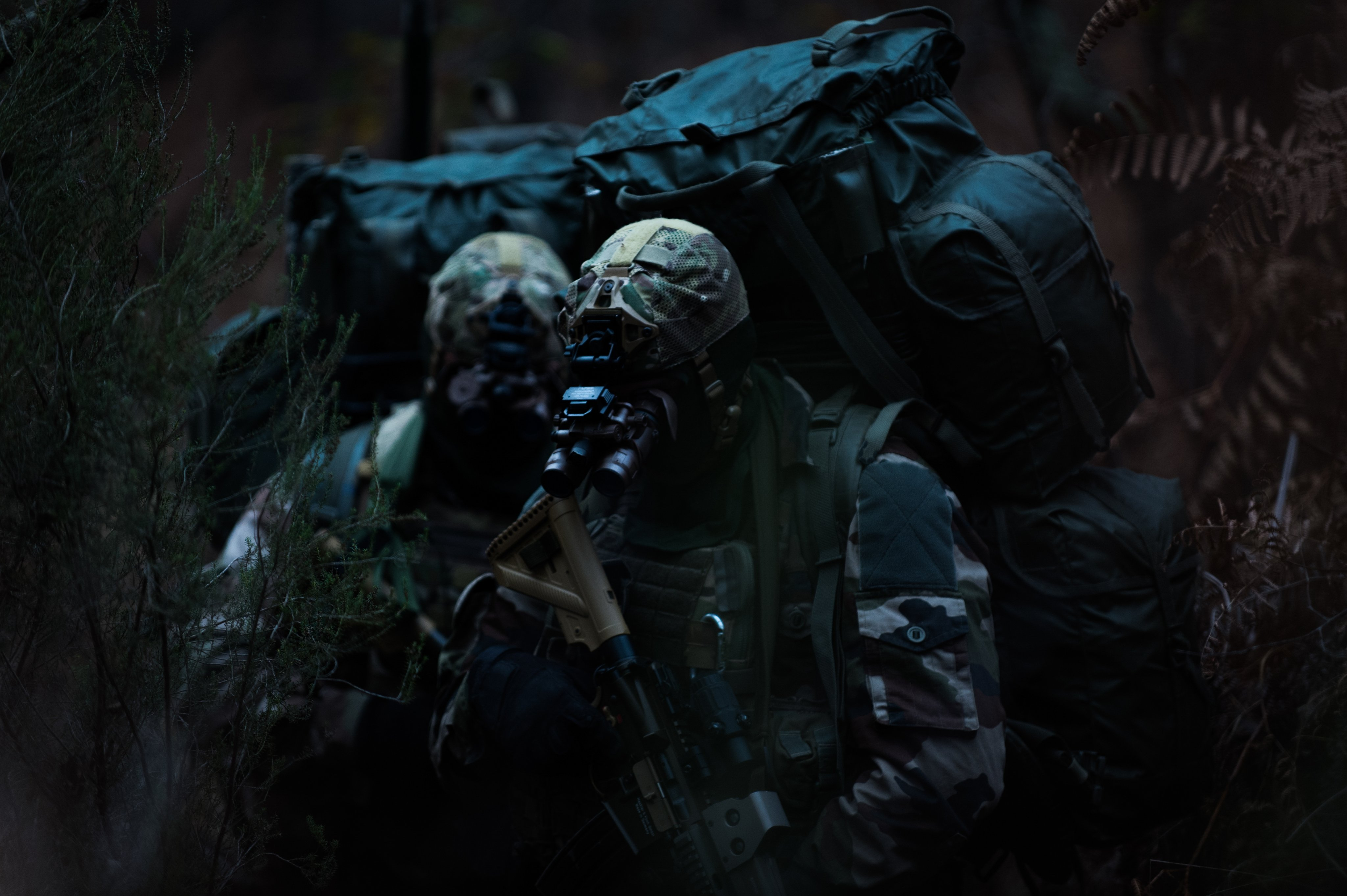
En raison de l'autonomie et de l'isolement, les opérateurs du 13 peuvent être amenés à transporter de très lourdes charges à pied.

Le 13e régiment de dragons parachutistes est une unité spécialisée dans le renseignement humain en profondeur, au profit des divers états-majors (CEMA, CEMAT et COS).
Ses missions consistent à acquérir le renseignement, en tout temps et en tout lieu, au moyen de petites unités autonomes et discrètes, capables de se positionner au plus près du renseignement à acquérir, et à le transmettre. Pour ce genre de mission, les unités du 13e RDP pratiquent ce qu'elles appellent des « caches », c'est-à-dire des opérations de camouflage de lieux de vie destinés à l'observation et à la transmission. Toutefois ces caches enterrées, utilisées et développées dans le cadre d'un conflit en Centre-Europe, ne sont pas adaptées à tous les terrains et à toutes les missions, notamment celles traitant d'objectifs mobiles ; et les moyens techniques d'observation / transmission ont considérablement évolué ces deux dernières décennies. Les dragons ont donc une doctrine d'emploi plus moderne; utilisant entre autres des drones ou des capteurs pour l'observation à distance, qui permettent la transmission de données en temps réel. Ce renseignement est ensuite traité et analysé par des spécialistes permettant ainsi de recouper toutes ces informations afin de conduire des opérations.
Le régiment est officiellement chargé de la recherche de renseignement de portée stratégique.

### Formation
La formation des engagés volontaires initiaux dure environ 18 mois et comprend :
- la formation initiale des forces spéciales Terre (3 mois), cette FIFST étant commune avec le 1er RPIMA ;
- le brevet militaire parachutiste (2 semaines) ;
- le stage d'intégration aux forces spéciales  (5 semaines) ;
- la formation recherche aéroportée - spécialité radio ou observateur en équipe de recherche (46 semaines).

Les engagés volontaires ultérieurs, provenant de différentes unités de l'armée de terre, sont brevetés parachutistes avant de rejoindre le régiment et n'effectuent que la formation en recherche aéroportée
Une fois breveté et affecté dans un des quatre escadrons de recherche, le jeune dragon suit une formation spécifique dans son domaine d'emploi : montagne, jungle, mobilités, chute libre ou nautique (palmage, kayak ou oxygène). Certains d'entre eux possèdent une double qualification, et suivent des stages de perfectionnement dans divers domaines nécessaires à l'action spéciale (premiers soins - tireur d'élite).
Au cours de sa carrière, la formation est continue et d'autres brevets et examens doivent être passés, qu'ils soient spécifiques au régiment (stage de chef d'équipe en recherche aéroportée) ou communs avec les autres cursus de l'armée de terre (BSTAT).
Compte tenu de la spécificité du métier et des difficultés de recrutement, les militaires du rang et sous-officiers des équipes de recherche du 13e RDP, qui le souhaitent et qui sont aptes physiquement, peuvent effectuer l'intégralité de leur carrière au sein du régiment.

### Matériels
Les dragons utilisent depuis les années 2000 comme armement principal le fusil d'assaut HK416 en 5,56 mm, qui est désormais en cours de déploiement dans les forces armées françaises; le HK417 (7,62 mm) comme fusil de précision « courte » distance, ainsi que la mitrailleuse Minimi en 5,56 et 7,62 mm pour appui. Les armes de poing les plus répandues en double dotation sont les Glock 17 ou HK USP SD en 9 mm.
Pour des raisons d'encombrement et de poids; les armements lourds - tels que mitrailleuses 12,7 ou cal.50, Lance grenades multiples, lance-roquettes ou même lance missiles - sont installés sur les vecteurs motorisés terrestres ou nautiques. Ces vecteurs terrestres (VLFS et PLFS) sont en cours de renouvellement au sein de la BFST.
Le 13e RDP est doté des matériels les plus en pointe, et en constante évolution, pour l'observation d'objectif, la transmission et le traitement d'informations.
Par ailleurs, la taille du camp de Souge permet au 13e RDP de disposer depuis 2013 de la cellule d'un C-160 Transall retiré du service opérationnel par l’armée de l’Air afin de permettre à l'unité de simuler un certain nombre de phases techniques, par exemple un poser d’assaut au sol.

## Implantation
Dans un premier temps, de 1963 à 2011, le 13e RDP était installé à Dieuze dans le Saulnois au sein du parc naturel régional de Lorraine. Cette implantation dans l'Est s'expliquait par l'éventualité d'un conflit avec le pacte de Varsovie. Depuis la fin de la guerre froide, cette implantation n'avait plus de sens et correspond à la période où le régiment intègre le COS puis la BFST.
Il a depuis juillet 2011 pris ses quartiers en Gironde au camp de Souge (sur la commune de Martignas-sur-Jalle). Il se rapproche ainsi du commandement et des autres unités de la brigade, de l'École des troupes aéroportées de Pau, facilitant l'entraînement conjoint des unités, des spécialistes montagne (dans les Pyrénées) ou nautique (sur le littoral atlantique, ou dans la Garonne) ; mais également leur projection à partir des bases aériennes de Toulouse-Francazal ou d'Istres-Le Tubé.